# 音域
音域（おんいき）とは、歌唱も含めて、演奏可能な音高の範囲を意味する言葉である。

## 楽器の音域
楽器の音域とは、音の高さを識別できる楽器にあって、その楽器で出せる音の高さの範囲である。ただし、最低音と最高音の間を連続的に、全ての周波数の音を出せなくても問題とされない。楽器の進歩により、音域が拡大されてきた歴史が存在する。
バイオリン族やトロンボーンは音高を連続的に変化させられるが、一般的な鍵盤楽器では、音域内は1つ1つの鍵に半音単位で音高が割り当てられていて、鍵の間の音、つまり微分音は出せない。さらに楽器によっては、半音単位ですら音高を出せない物や、特定の音高だけ非常に演奏困難であったりする場合も見られる。なお、その楽器の音域全般に渡って、同じ音色が出るとは限らない。すなわち、音域内の音高を出せたとしても、その音高によって音色が変化し得る。
楽器の音域は、楽器の特性だけで決まるのではなく、演奏者の技量などが関係する場合も有る。特に、管楽器の音域の高音側の限界に近い音は、一般に発音自体が困難であり、演奏者の技量によって限界が変化する。また、弦楽器の最高音はハーモニクス奏法などを用いると、原理的には際限無く高い音を出せるため、限界は演奏技術や音質、確実性に相互に依存する。なお、弦楽器の音域は、このハーモニクスを含めないで数える場合も多い。このように、その楽器の最高音をどの音高と考えるのかについては、その基準が曖昧である。
これに対して、楽器の最低音は、その楽器の大きさによって決まり易いため、その楽器の最低音をどの音高と考えるのかついては、比較的明快である。最低音をより低くするためには、特殊な操作を行う必要が出てくる。例えば、フルートの場合には、H足（ハーそく）と呼ばれる菅を付け加える方法が、有名である。または、例えば弦楽器の場合ならば、単位長さ当たりの質量の重い弦に張り替えるなどの方法によって、最低音を低くする事も不可能ではないものの、低い周波数帯では、共鳴胴のサイズの問題で、充分に共鳴胴の効果が得られないなどの問題も出てくる。

### 楽器の音域の拡張
鍵盤楽器のように、楽器の製造を終えると、その後は基本的に音域を拡張できない楽器も存在する。その一方で、楽器完成後でも、ある程度ながら、音域を拡張可能な楽器も存在する。

#### 高音側への拡張
高音側への拡張については、既述の通り演奏技術に依存する場合が、しばしばである。
ただし、弦楽器のうちバイオリンやギターなどは、同じ種類の楽器でも製品の形状によって最高音は変化する。ギターの場合には、指板の長さなどが影響する。したがって、最高音を制限している部分を改造するなどの方法で、音域を拡張する方法は可能だと言える。

#### 低音側への拡張
低音側への拡張は、楽器の最低音が楽器の構造によって決まる場合が多いため、それ以上広げるには特殊な方法が必要である。
例えば、管を継ぎ足して気柱を延長したり、弦を緩めて張力を弱くしたり、弦を単位長さ当たりの質量の重い物に取り替えるなどの操作である。当然、これらの特殊な操作は、予め演奏前に行っておくのが原則である。
しかし、これらの操作の結果で拡張された低音域は、確かに出せはするといった程度の場合が多い。また、低音側に音域を拡張したせいで、その他の音域での演奏に支障を来す場合もしばしばで、期待するような音が得られづらい。したがって、一般的にこのような音域の低音側への拡張は行われないし、仮に拡張を行ったとしても、拡張された部分の音域はあまり用いられない。
ただし、例外も存在する。本来4弦の楽器であるコントラバスを5弦にしたり、フルートにH足（ハーそく）を取り付けるといった事は、比較的、広く行われる低音側への音域の拡張法である。

## 人声の音域
ヒトの声で出し得る音高の範囲が、人声の音域である。ただし、人声の音域だけは、しばしば声域と呼ばれる。

### 声域の幅
声域は、生理的声域と声楽的声域に大別されるが、一般には声楽的声域の意味で使われる。生理的声域は、母音が潰れたり奇声と言われるような声も数えるので、声楽的な音域よりも広い。また、声楽において声域は、声種（声の音色による区分）とペアで扱われる場合が多い。
ヒトの声域は、誕生直後の新生児では、呼吸に伴って出てくる泣き声程度なので、ラの音の基準とされる440 Hz前後のみで、せいぜいが個体差によって、400 Hzから500 Hz程度の範囲とされる。音域と呼べる範囲はほぼ無い。それが、成長するに従い声道が長くなり、声帯も大きく発達し、さらに、会話能力の獲得などにより声の出し方に習熟してくるため、音域が拡大する傾向が出る。例えば、声帯の長さは、新生児で3 ㎜程度、1歳児で5.5 ㎜程度、5歳児で7.5 ㎜程度、成体の女性で15 ㎜程度、成体の男性で20 ㎜程度である。成長中のヒトの声域については、研究者により差異が見られるものの、これは調査方法の差異、子供の個体差、調査者の裁定の仕方の差などが、この研究者による声域の差異に結び付いたと推定される。ただ、第二次性徴が発現する前までには、声域を狭く言う研究者で1オクターブ程度、声域を広く言う研究者で2オクターブ程度という調査結果が発表されてきた。
そして第二次性徴が発現すると、いわゆる声変わりが発生し、特に男声の基本周波数が大きく低下する。これは声帯の形状が、より長く、より厚く変化する事などが原因である。なお、声変わりの際には、一時的に声帯などが不安定な状態になるために、声域が狭まる場合も有る。
第二次性徴の完了期を過ぎた頃からは、声域に大きな変化は無くなる。しかし、歌唱訓練を積んで発声技術を向上させれば、さらに声域を広げられ得る。一般成人の声域は2オクターブ程度であるが、声楽家の場合は2 - 2.5オクターブ程度と広くなる傾向が見られる理由は、このためである。さらに、ポピュラー音楽はPAを利用して拡声したりするため、声量が出ないような音域の声なども使用可能となり、歌唱に利用できる声の範囲がクラシックより広がるため、声域も広がりがちである。ファルセット（裏声）を多用する歌手は3 - 4オクターブ近くに達し、ホイッスルボイスを使用する歌手は、5オクターブを超える場合もしばしば見られる。あくまでキャッチコピーに過ぎないが、全盛期のマライア・キャリーは7オクターブの声域を持つとされていた。
一方で、言葉が明瞭に聞こえる事を条件にするならば、声の高さの上限は、ある程度定まる。この理由は、言葉を発音するに当たって重要なフォルマントの1つが、500 Hzから1000 Hzの間に存在するため、声の高さの基本周波数が500 Hzを超えると、母音（特にoの母音）が不明瞭になり始めるからである。500 Hzというのはピアノの鍵盤で言えば、中央のド（C4）から数えて11番目のB4の辺りである。このB4は、女声のパートの1つアルトでも使用される場合の有る程度の音高だ。したがって、それよりも高い音をしばしば出すソプラノでは、より言葉が不明瞭になる事を意味する。なお、古いベルカントの訓練法には、純粋な母音を出すための訓練が存在するものの、C5より上の音では行わないのが原則とされる。さらに、1000 Hz近くまで達すると、母音の発声のために必要なフォルマントの周波数が、上に外れてしまうために、もう全く、母音を表せなくなる。なお、逆に下限は70 Hzから100 Hz程度である。この周波数を下回ると、声門閉鎖期が声道の共鳴周期を外れてしまうため、連続的な音に聞こえなくなる。したがって、発語可能な音域は、4オクターブ程度と言える。

### 声域の誇称
地声でアルト歌手並みの高音が出せたり、ソプラノ歌手のような裏声が出せる男性歌手、ホイッスルボイスを使用する女性歌手のキャッチコピーに「4オクターブ」や「5オクターブ」という言葉が使われるものの、この多くは過剰な表現である。そのような歌手の実際の声域は3 - 3.5オクターブ程である場合が多い。
科学的ピッチ表記法を使用した5オクターブの声域とは、例えば、最高音がA6（ホイッスルボイス）の女性歌手の場合で、これを成立させるためには、A1（ピアノの下から2番目のラ）まで出せる必要が有る。しかし、これはバス歌手の最低音よりも低い音で、女性の声帯で発声するには不可能に等しい低音である。
ちなみに、全盛期のマライア・キャリーは、実際に5オクターブの声域で発声可能だったが、彼女はバリトン歌手並みの低音（G#2）からハープの最高音に匹敵するホイッスルボイス（G#7）まで出して、この声域を実現した。

### 声種の名称
「声種」は、声楽的な扱いでの音色や声質を指して用いられる場合も有る。一方で、主にクラシック音楽における声楽家個人の音域を示す言葉としても知られている。声種は、声の音色と声域と合わせて区別する物であるが、適切な訓練を経て能力の開発された歌手の場合は音域がより優先される。このため、バリトンのような太く逞しい声質のテノールや、逆にテノールのような軽い声質のバリトンなどが存在する。
なお、以下の女声と男声については、それぞれ先に挙げた物が、より高い音域である。

#### 女声
- ソプラノ
- メゾソプラノ
- アルト（コントラルト）

#### 男声
- ソプラニスタ（ソプラニスト）
- カウンターテノール（カウンターテナー）
- テノール
- バリトン
- バス

#### その他
児童（男の子）の声
- ボーイソプラノ